# غدير صابري (تشارك)
غدیر صابري (بالفارسية: غدیر صابری) هي قرية تقع في إيران في بلدة شيبكوه. يقدر عدد سكانها بـ 128 نسمة .